# مسيرة الفخر السوداء
مسيرة الفخر السوداء حراك مناهض للثقافات والأيديولوجيات البيضاء المهيمنة على نشاط مسائر الفخر في العالم. يشجع هذا الاحتفال الأشخاص من العرق الأسود على الاحتفال بالثقافة السوداء واحتضان تراثهم الأفريقي. في الولايات المتحدة ، متلت مسيرة الفخر السوداء استجابة مباشرة للعنصرية البيضاء خاصة أثناء حركة تحرير الحقوق المدنية.